# Dux (Titel)

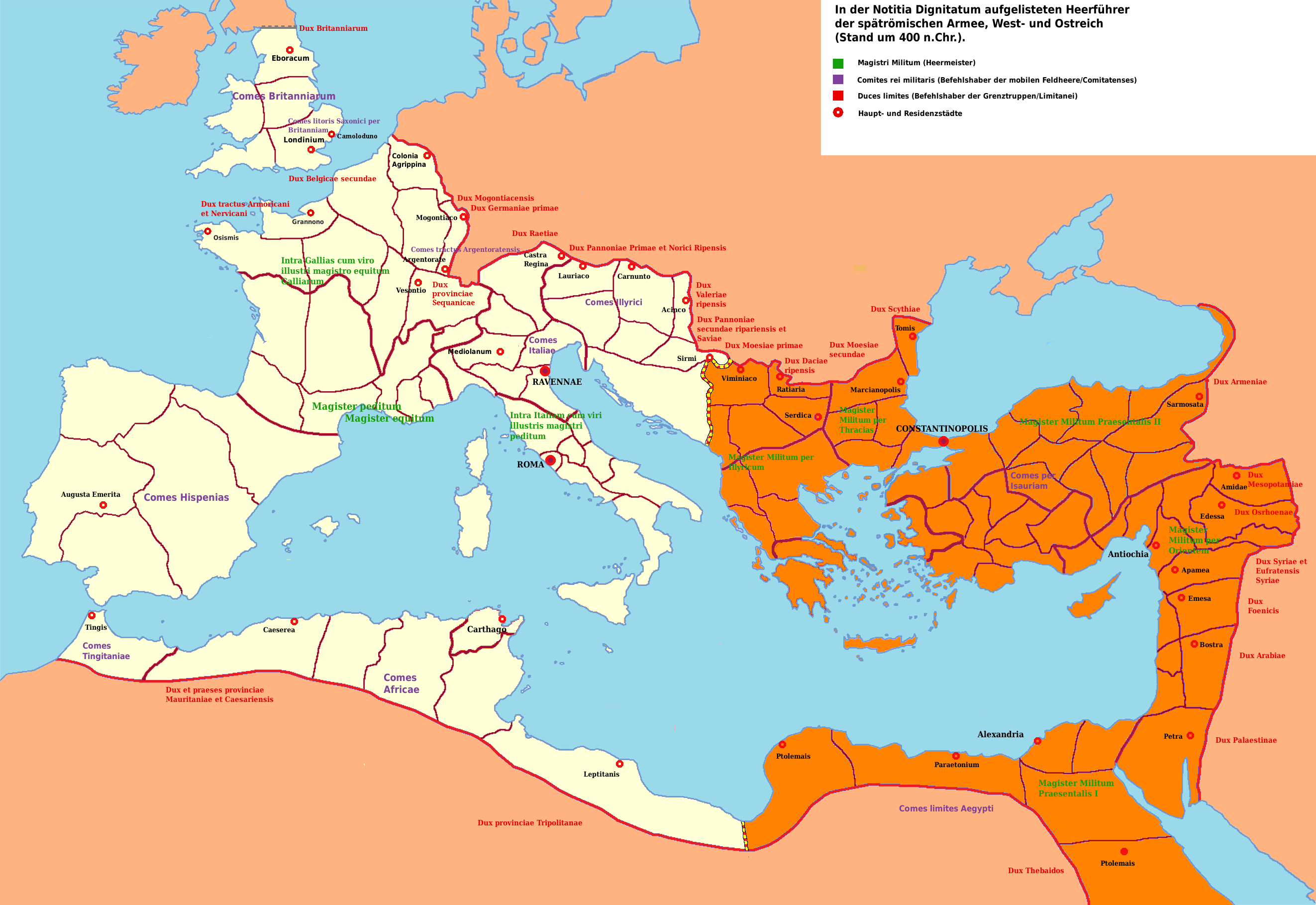
Heerführer der Comitatenses und Limitanei im 5. Jahrhundert n. Chr.

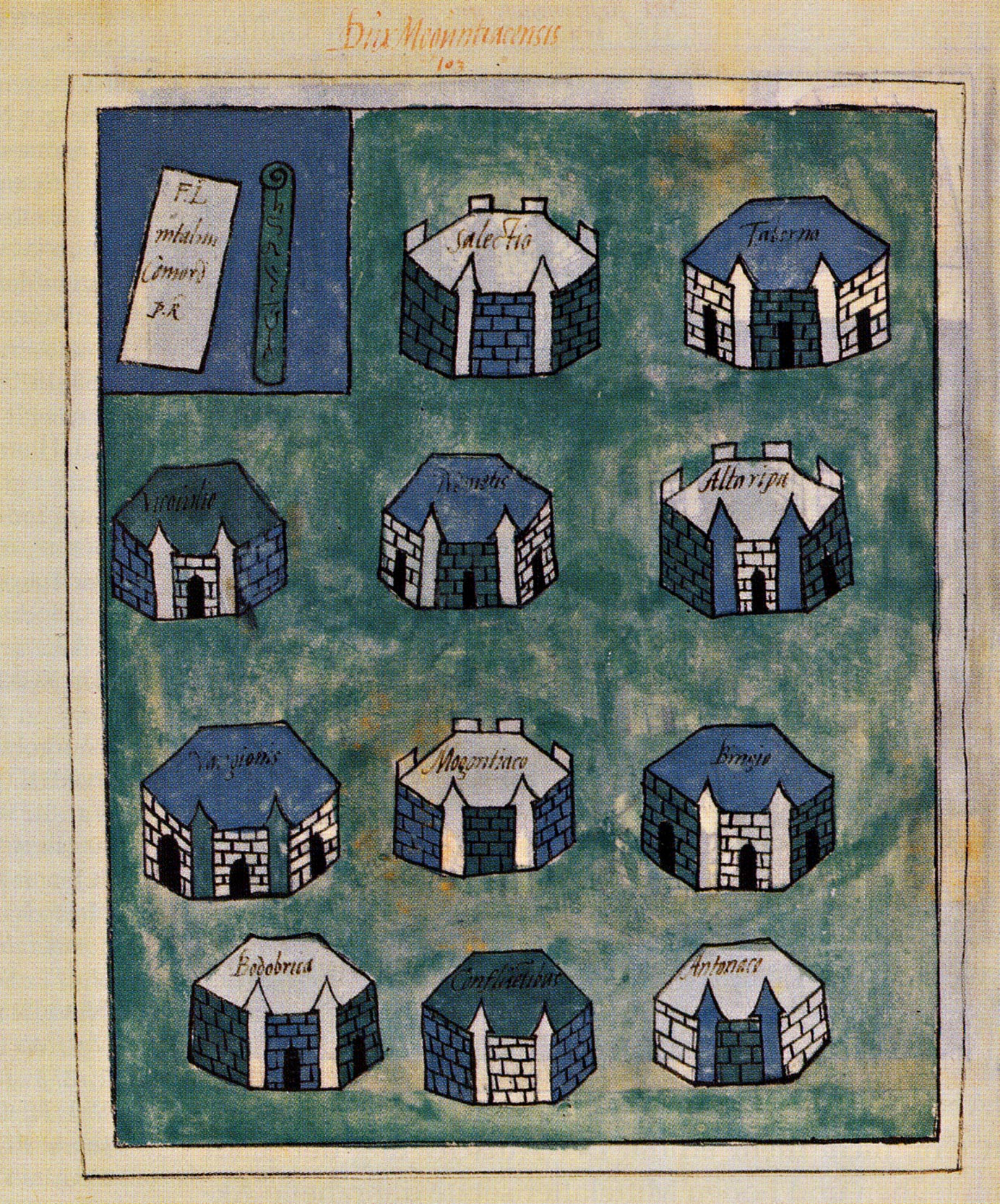
Die Kastelle des Dux Mogontiacensis in der Notitia Dignitatum.

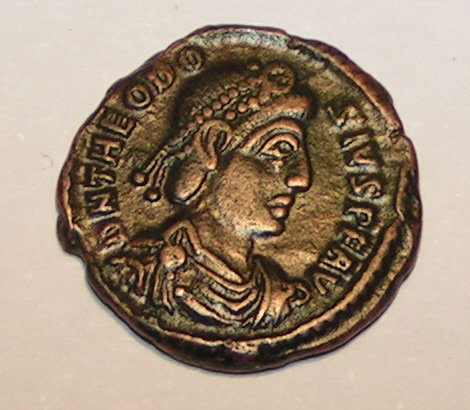
Münzbild von Theodosius’ I. Der Kaiser bekleidete in jungen Jahren (um 373) das Amt des Dux Moesiae primae.

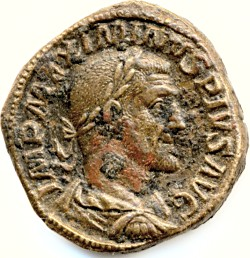
Sesterz des Maximinus Thrax, vermutlich bekleidete er um 233 das Amt eines Dux ripae in der Provinz Mesopotamien

Der Dux (lateinisch „Anführer“ von ducere „führen“, auch „ziehen“; Plural Duces) entstand als militärischer Rang im spätantiken Römischen Reich und war der Amtstitel für die Befehlshaber der Grenztruppen (Limitanei).

## Römisches Reich

### Entwicklung
Während der Republik und im frühen Prinzipat bezeichnete dux keinen bestimmten Rang; dies änderte sich erst im Verlauf des 3. Jahrhunderts. Im Zuge der tiefgreifenden Reformen Diokletians und seiner Nachfolger wurde das Amt am Ende des 3. Jahrhunderts etabliert. Ziel war es, damit das Problem der militärisch-zivilen Zwischenstellung der Statthalter zu beseitigen; letztere waren oft für die reichsinternen Auseinandersetzungen in der Reichskrise des 3. Jahrhunderts mitverantwortlich gewesen. Nun wurden die Statthalter in der Regel auf zivile Aufgaben beschränkt, während das Kommando über die Truppen an Militärs übertragen wurde.
Die Duces stiegen in der Spätantike im Regelfall aus den Rängen der Comitatenses auf (Tribunat). Wenn sie ihren Abschied nahmen, wurden Tribunen auch sehr oft mit dem Rang eines dux aus der Armee entlassen. Ab Valentinian I. (um 370) gehörten die Duces dem neu geschaffenen Rang der zweiten senatorischen Rangklasse an, den viri spectabiles. Ursprünglich bezeichnete dieser Titel aber einen Offizier, der in außergewöhnlichen Krisenzeiten eine Kommandobefugnis erhielt, die über seinen eigentlichen Rang hinausging. Oft hört man von Primi pili als duces legionis oder auch von Offizieren im Senatsrang, die als Duces für Land- und Marineeinheiten einer Provinz, einer Armee oder einzelner Vexillationen genannt werden. Einem Präfekten der Flotte in Misenum wurde zum Beispiel der Rang eines dux per Africam, Numidiam et Mauretaniam verliehen. Er erhielt dadurch ein Kommando mit weitgehender Handlungsfreiheit, um Piraten im westlichen Mittelmeer zu bekämpfen. Diese Heerführer bildeten den Übergang zu den Duces des 4. bis 6. Jahrhunderts.
Seit den Reichsreformen Diokletians und Konstantins I., bei denen militärische und zivile Verwaltung in der Praxis weitgehend voneinander getrennt wurden (vgl. Spätantike), konnte der dux limitis ganz klar als Militärkommandeur einer Provinz, vor allem einer Grenzprovinz, definiert werden. Zwölf waren im Westen stationiert, dreizehn im Osten des Reiches. Eine Ursache dafür war vielleicht auch der zunehmende Unwillen römischer Bürger, in die Armee einzutreten, und die in weiterer Folge damit verbundene „Barbarisierung“ des Offizierskorps, doch ist dies in der neueren Forschung umstritten. Hauptgrund war aber wohl die Furcht der Kaiser vor Usurpationen: Der zivile Statthalter (Praeses) und der Dux mussten sich nun die Macht über die Provinz teilen, wurden dadurch voneinander abhängig und kontrollierten sich gegenseitig. Infolgedessen herrschte zwischen ihnen oft ein gespanntes Verhältnis.
In besonders unruhigen Regionen wie zum Beispiel Isaurien, Mauretanien und Arabien wurde die Teilung zwischen ziviler und militärischer Verwaltung von Diokletian hingegen nicht durchgeführt. Bedingt durch die stetige Bedrohung von Räuberbanden und Nomadenstämmen vereinigte der Dux hier nach wie vor beide Kompetenzen in seinem Amt. Die Beibehaltung des alten Systems erschien dem Herrscher wohl praktischer. Die Statthalter dieser unwirtlichen und wenig ertragreichen Provinzen wären wohl auch kaum in der Lage gewesen eine Revolte gegen die Zentralregierung anzuzetteln.
Generell war der Dux allerdings nicht für die Belange der Zivilverwaltung zuständig. Besonders im Osten, zumal seit der Zeit Justinians, gab es aber wieder zunehmend Machtbündelungen in den Händen der Duces, da der Kaiser das Trennungsprinzip teilweise aufgehoben und den Dux in einigen Fällen sogar über den Statthalter gestellt hatte. Eine fundamentale Änderung des spätantiken Systems trat für das Ostreich aber erst ab dem 7. Jahrhundert unter Kaiser Herakleios im Zuge der Expansion des Islam und der Umwandlung der Provinzen in Themen in Kraft.

### Funktionen
Wichtigste Aufgabe des Dux war die Sicherung einer oder – seltener – mehrerer Provinzen nach außen (siehe Dux Pannoniae Primae et Norici Ripensis) und innen, zum Beispiel militärisches Vorgehen gegen christliche Häretiker oder „Heiden“. Duces wurden als Kommandeure an weniger gefährdeten Abschnitten der Reichsgrenze eingesetzt und sollten im Krisenfall bis zum Eintreffen einer Interventionsstreitmacht unter dem Imperator oder dem magister militum versuchen ihr Stellungen zu halten. An den Brennpunkten der Grenze standen hingegen die comes rei militaris, die auch als direkte Vorgesetzte der benachbarten duces fungieren sollten. Wo keine comes verfügbar waren, waren die duces direkt dem magister militum unterstellt.
Neben seinen standortgebundenen Verbänden (Limitanei/Ripenses) und Marineeinheiten konnte seit dem 5. Jahrhundert ein Dux, ausgestattet mit den Befugnissen eines Comes, mitunter auch über mobile Einheiten des Feldheeres (Comitatenses) verfügen (zum Beispiel Comes litoris Saxonici per Britanniam). Vielleicht ist dies eine Erklärung dafür, dass in der westlichen Notitia Dignitatum (um 425) eine ganze Reihe von Einheiten erscheinen, die gleichzeitig in den Listen der Duces und der Heermeister angegeben werden. 492 n. Chr. unterstellte der Ostkaiser Anastasios I. auch die mobilen Truppen endgültig den Duces. Unterstützt wurde er dabei von den Mitgliedern seines Verwaltungsstabes, officium, die auch für alle Handlungen und Anordnungen ihres unmittelbaren Vorgesetzten haftbar gemacht werden konnten.
Zu den Aufgaben eines Dux zählten des Weiteren Neubau, Instandhaltung und Reparatur der örtlichen Befestigungsanlagen und von Kriegsschiffen. Größere Bauvorhaben an den Grenzabschnitten wurden hingegen direkt vom Kaiser veranlasst. Gelegentlich mussten seine Männer sogar ausrücken, um Tiere für die aufwendigen Zirkusspiele in Rom und Konstantinopel einzufangen. Das Recht, Urlaub (commeatus) zu gewähren, stand nur den Duces zu, rangniederen Offizieren blühte eine Geldstrafe, wenn sie hier eigenmächtig handelten. Der Dux hatte auch das Recht, direkt mit dem Kaiser Kontakt aufzunehmen, da es keinen explizit geregelten Instanzenweg gab. Auch die Militärgerichtsbarkeit lag in seinen Händen; bis 413 waren allerdings in Zivilrechtssachen noch der Statthalter oder der Vikar für die Soldaten zuständig. Nur bei Streitigkeiten zwischen Zivilisten und Soldaten zog der Vikar der Diözese das Verfahren an sich, falls sich der Dux mit dem Statthalter nicht über den Gerichtsstand einigen konnte.
Die Rekrutierung und die Zuteilung der Verpflegung waren Aufgaben der Prätorianerpräfektur, da die Stellung von Rekruten als ein Aspekt der Steuerlast für die Grundbesitzer angesehen wurde. Die von kaiserlichen Gütern überstellten Rekruten wurden vom Amt des comes rerum privatarum zugeteilt. Der Dux hatte sie entgegenzunehmen und dann ihren jeweiligen Einheiten zuzuteilen. Das Gleiche galt auch für die von der Zivilverwaltung gelieferten Naturalien. Konstantin der Große ordnete an, dass die Duces zuerst alle neu angeworbenen Rekruten persönlich in Augenschein nehmen sollten, um die Untauglichen sofort aussortieren zu können. Ob dies in der Praxis auch tatsächlich umgesetzt wurde, ist unklar. Nach Ableistung des Eides waren sie dem Dux allein verantwortlich. Auch Deserteure durfte er – ohne Rücksprache mit den Zivilbehörden – verfolgen und aburteilen.
An die Zivilverwaltung musste der Dux alle regelmäßig Aufstellungen über seinen Materialverbrauch übermitteln. Sein officium musste zudem auch alle vier Monate dem praefectus praetorio, dem höchsten zivilen Amtsträger, Rechenschaft über den Verbrauch an Geld und Nachschubgütern ablegen. Dies ermöglichte wenigstens eine rudimentäre Kontrolle und machte das Militär von den Zivilbehörden abhängig. Alle Gelder, die er zur Aufrechterhaltung von Wehrfähigkeit und Infrastruktur seiner Armee benötigte, mussten vorher von der zuständigen Präfektur genehmigt werden. Dazu kam noch, dass die anfallenden Gebühren für die Ausstellung seiner Ernennungsurkunde jeweils an die Kanzleien des Präfekten und des magister militum abgeführt werden mussten. Der Dux unterstand in der militärischen Hierarchie dem comes, der wiederum dem jeweiligen magister militum unterstand.
Diplomatische Aufgaben hatte der Dux normalerweise nicht, wohl aber die Pflicht, fremde (zumal persische) Gesandtschaften zu empfangen und für ihre reibungslose und sichere Weiterreise in die kaiserliche Residenz zu sorgen, wobei er unter anderem auch den kaiserlichen Kurierdienst (Cursus publicus) in Anspruch nehmen durfte. Sonst hatte er für Letzteren nur eingeschränkte Nutzungsrechte; im Ostreich erhielt er pro Jahr dafür eine genau festgelegte Anzahl von Berechtigungsscheinen, die für ein Jahr reichen mussten. Damit sollte dem häufigen Missbrauch des Cursus entgegengewirkt werden.

### Amtsbezeichnungen und Rangordnung
Befehligte ein Dux die Truppen einer Grenzprovinz, so lautete seine vollständige Titulatur Dux limitis provinciae illius, hatte er ein anderes Kommando inne, so wurde er einfach als Dux provinciae illius bezeichnet. Die Benennung des Amtssprengels eines spätrömischen Dux ist mit der eines Comes vergleichbar: Die meisten Amtsbezeichnungen gehen auf die Provinzen zurück, in denen ein Dukat eingerichtet wurde, wie etwa der Dux Belgicae secundae oder der Dux Mesopotamiae. Der Dux Britanniarum bildete hier eine Ausnahme, er war nach einer ganzen Diözese benannt.
In der römischen Militärhierarchie war der Dux im Rang dem Comes untergeordnet. Mehrfach wurde aber an Duces zusätzlich der Comes-Titel verliehen, was einen Zuwachs an Ansehen und Macht bedeutete, seine ursprünglichen Aufgaben im Wesentlichen jedoch nicht veränderte. Hatte er sich durch besondere Leistungen ausgezeichnet, führte er zusätzlich mitunter auch den Titel eines Comes primi ordinis und durfte sich comes et dux nennen, was ihn über den zivilen Statthalter (Praeses) hinaushob. Mit dem Kommando über einige besonders wichtige Provinzen war automatisch die comitiva primi ordinis verbunden. In diesem Fall wurde der jeweilige Amtsinhaber als comes limitis oder comes rei militaris bezeichnet.
Unter Konstantin I. verschwindet ab 326 der Titel egregius, während die Rangbezeichnung perfectissimus nun abgewertet und für Inhaber niederer ritterlicher Ämter verwendet wird. Der Dux behält in der Rangordnung der römischen Hocharistokratie zunächst den Titel des vir perfectissimus bei. 368 wird ein Dux dann erstmals als vir clarissimus in einer Inschrift bezeugt und stieg damit in den Rang eines Senators auf. Doch noch bis in die Spätzeit Valentinians I. bleibt der Rang des vir perfectissimus für einen militärischen Provinzoberbefehlshaber (Dux Valeriae ripensis) erhalten. Dies bezeugen Ziegelstempel des bis 373 in der Provinz Valeria amtierende Dux Frigeridus. Während der Zeit des Übergangs blieben beide Titel nebeneinander bestehen. Erst ab 386 werden alle Duces generell als viri clarissimi bezeichnet.
Seit Valentinian I. zählte der Dux zu der neu geschaffenen Rangklasse der viri spectabiles (= Exzellenz). Dieser Rang war ein nicht erbliches Zusatzprädikat der inzwischen erblich gewordenen Senatorenwürde (des sog. Clarissimats) und stellte ihn mit einem Vicarius gleich. Der vir spectabilis stand allerdings in der Würde unter einem vir illustris. Durch kaiserlichen Erlass konnte ein Dux aber auch zum illustris erhoben werden. Gegen Ende des 6. Jahrhunderts werden Duces manchmal auch als magnificus und gloriosus erwähnt.

### Besoldung
Für einige Duces ist auch die Höhe ihrer regelmäßigen Soldzahlungen bekannt. Der Dux et praeses provinciae Mauritaniae et Caesariensis erhielt in der Regierungszeit von Valentinian III. fünfzig capitus, der Dux Libyarium zur Zeit des Justinian I. ebenfalls fünfzig capitus. Sie erhielten somit erheblich mehr Zuwendungen als ihre Soldaten, dies galt wahrscheinlich auch für die Auszahlung von Donativen.

## Ostgotenreich
Im ostgotischen Reich Theoderichs fungierte der Dux als weitgehend eigenverantwortlicher Kommandeur eines Heeresaufgebotes. Die ostgotischen Duces waren als Statthalter auch für die Gerichtsbarkeit zuständig, allerdings in der Regel nur über den gotischen Teil der Bevölkerung (und bei Streitigkeiten zwischen Goten und Römern). Sie hatten jedoch, anders als etwa bei ihren westgotischen Verwandten, nur ein zeitlich begrenztes Kommando inne. Damit unterschieden sie sich von einem Limeskommandeur in spätantiker Tradition, wie er auch unter Theoderich noch etwa vom Dux Raetiae repräsentiert wurde.

## Byzantinisches Reich
Mit dem Ende der spätantiken Strukturen verschwand im 7. Jahrhundert in Ostrom/Byzanz auch das Amt des dux in seiner bisherigen Form. In der mittelbyzantinischen Themenverfassung war der dux nun der Statthalter eines Dukats, eines nachrangigen Militärbezirks des Themas, später, nachdem im 10. und 11. Jahrhundert die großen Themen in kleinere Einheiten aufgeteilt worden waren, eine dem Strategen gleichbedeutende Rangbezeichnung. Das Amt des megas dux (in etwa „Großherzog“) wurde um 1090 eingeführt und bezeichnete den Oberkommandierenden der byzantinischen Flotte. Es existierte bis zum Fall Konstantinopels im Jahre 1453. Von der Bezeichnung dux leitete die byzantinische Herrscherfamilie der Dukas wohl ihren Namen her.

## Frankenreich
Die fränkischen Merowinger übernahmen viele spätrömische Verwaltungsstrukturen und Ämter und modifizierten diese im Verlauf des 6. Jahrhunderts.
Im Frankenreich war dux ein Titel für den Herrscher über eine Zusammenfassung von spätrömischen Civitates oder Pagi in eine Einheit, oder eines größeren oder wichtigen Landesteils ohne solche spätrömischen Verwaltungsstrukturen, zumeist auch ein neu erobertes Grenzgebiet. Diese Landesteile werden auch als Dukat bezeichnet und waren geographisch (etwa das Juradukat oder das Elsass) oder nach Bevölkerungsgruppen (etwa für das Gebiet der Bajuwaren) beschrieben. Durch die Herrschaft über ein Grenzgebiet war mit einem solchen Titel eher eine militärische Funktion gemeint denn eine Verwaltungsfunktion, griffen doch die Franken selten in bestehende Verwaltungsformen ein.
Der Titel war anfangs nicht erblich und auch nicht mit dem Landesteil selbst verknüpft. Die Verknüpfung und die Erblichkeit kristallisierte sich erst im Lauf der Jahrhunderte, ähnlich wie bei den comites, heraus. Anders als in römischer Zeit galten die duces (Herzöge) dabei schließlich als den comites (Grafen) im Rang überlegen.

## Weitere Bedeutungen
Während sich in der deutschen Sprache für den Titel die Bezeichnung Herzog durchsetzte (und in anderen germanischen Sprachen ähnliches), wurde in den von der lateinischen Sprache geprägten Ländern der Begriff sprachlich weiterentwickelt:
- Duc (Herzog) und Duché (Herzogtum) im Französischen
- Duke (Herzog) und Duchy oder (selten) Dukedom (Herzogtum) im Englischen
- Duque im Spanischen
- Duca im Italienischen einschließlich der Dogen von Genua und Venedig – bis hin zur Bezeichnung Duce del Fascismo (Führer des Faschismus) für den Diktator Benito Mussolini.

Auch die Bezeichnung Dukat für erstmals Ende des 13. Jahrhunderts in Venedig geprägte Münzen hängt mit dem Titel dux zusammen, wobei hier die Umschrift auf der Rückseite namensgebend war:

“Sit tibi Christe datus quem tu regis iste ducatus”

„Dir, Christus, sei dieses Herzogtum, welches du regierst, gegeben.“